# Pelagornis sandersi
Espèce
Pelagornis sandersi est une espèce éteinte du genre Pelagornis et le plus grand oiseau volant découvert, avec une envergure de 6,1 m à 7,4 m. Son envergure n'atteint en revanche pas celle des plus grands ptérosaures, Quetzalcoatlus et Hatzegopteryx qui restent les plus grands animaux connus à avoir jamais volé.

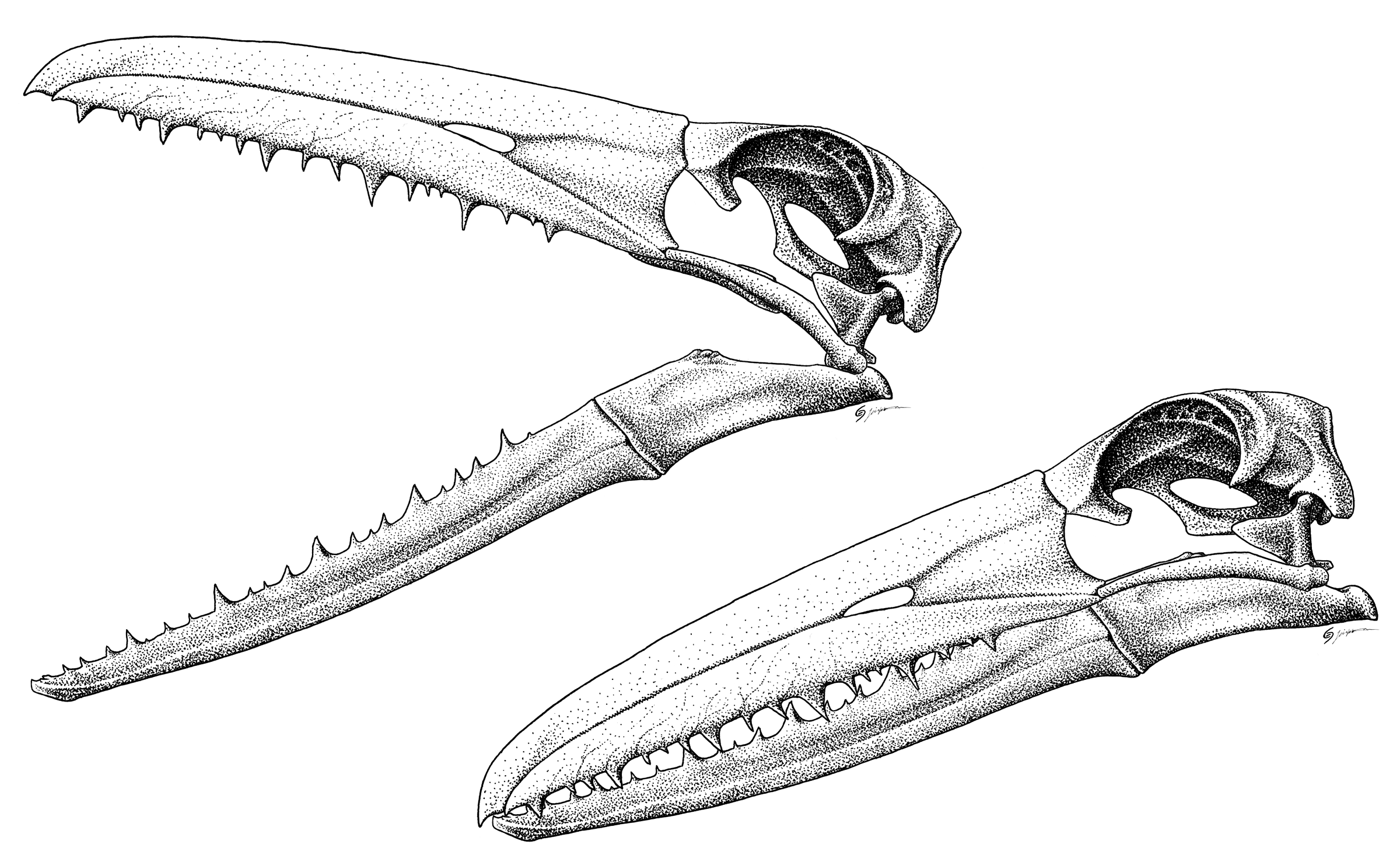
Crâne d'un Pelagornis sandersi.

L'espèce semble avoir existé entre 28 millions d'années et 3 millions d'années avant notre ère environ, du Chattien (Oligocène) jusqu'au Pliocène. On ignore les causes de son extinction, mais son temps d'existence, Miocène et Pliocène, correspond en grande partie à celui de Megalodon, requin de grande taille, et on peut supposer que leur disparition est peut-être liée à la raréfaction de leurs proies, des poissons de grande taille, elle-même liée au refroidissement du climat durant le Pliocène.

## Découverte
Le seul fossile connu de Pelagornis sandersi a été découvert en 1983 lors des travaux de construction d'un nouveau terminal pour l'aéroport international de Charleston en Caroline du Sud (États-Unis). L'oiseau est nommé en l'honneur d'Albert Sanders, l'ancien conservateur du musée de Charleston (en), qui a dirigé les fouilles. Il se trouve au musée de Charleston, où il a été identifié comme nouvelle espèce par Dan Ksepka en 2014. Ksepka a pu extrapoler la masse de l'oiseau, son envergure et la forme de l'aile à partir des os fossilisés. Il n'y avait plus de plumes sur le fossile.

## Reconstitution

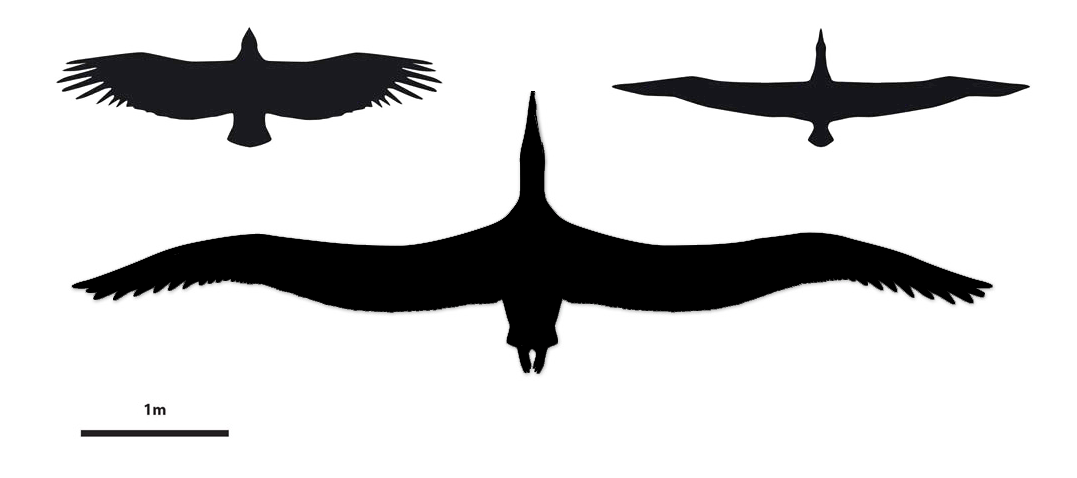
Pelagornis sandersi (au centre) comparé aux deux plus grands oiseaux actuels, le condor des Andes (à gauche) et l'albatros hurleur (à droite).

Son envergure est deux fois plus grande que celle de l'albatros hurleur qui détient le record des espèces vivant de nos jours. Il supplante l'ancien plus grand oiseau volant connu, Argentavis magnificens (également éteint) qui avait une envergure d'environ 4 m sans les plumes. Son bec portait des excroissances pointues faisant office de dents. En l'absence de plumage et de contenu stomacal, on ignore sa couleur et son régime alimentaire, mais les sédiments et les excroissances de son bec, pouvant aisément capturer des poissons au ras de l'eau, laissent penser qu'il menait une vie proche de celles des albatros actuels, et les paléoartistes le restituent donc avec un coloris proche de ceux-ci.
L'oiseau avait des pattes courtes et trapues, peut-être palmées, et était probablement capable de s'envoler en sautant à partir du bord des falaises. Il a été estimé qu'il était capable de voler jusqu'à 60 km/h. Son poids est estimé entre 22 et 40 kg. Dan Ksepka du National Evolutionary Synthesis Center (en) à Durham (Caroline du Nord), qui a découvert l'espèce, pense qu'avec son petit corps et ses grandes ailes il était plus près de 25 kg que de 40, et volait en jouant sur les ascendances à la manière d'un planeur.